# 289

## Nașteri
- dată necunoscută: Fausta (fiica lui Maximian)  (d. 326)
- 28 august: Sfântul Pancrațiu  (d. 304)